# Муцу (залив)
Муцу (на японски: 陸奥湾, Mutsu-wan) е залив в източната част на Японско море, вдаващ се навътре в сушата, в най-северната част на остров Хоншу. На север чрез протока Тайрадате (с ширина 9 km) се свързва с протока Цугару, съединяващ Японско море на запад с Тихия океан на изток. На запад е заграден от полуостров Цугару, а на изток – от полуостров Симокита. Площта му е 1668 km², дължината на бреговата линия – около 800 km, а максималната дълбочина – 58 m. Температурата на водата на повърхността през лятото е 20 – 22°С, а през февруари – 2 – 3°С. Соленост – 32,5‰. Приливите са неправилни, полуденонощни, с височина до 0,4 m. На североизточното му крайбрежие са разположени градовете Оминато и Муцу, а на югозападното – Аомори.